# Unirally
Unirally (Uniracers in de Verenigde Staten) is een computerspel voor de SNES, uitgebracht in 1994 door DMA Design (tegenwoordig Rockstar North).
Unirally is ongetwijfeld een uniek racespel, in het spel wordt namelijk met eenwielers gereden over een 2D-baan. Er ligt een sterke nadruk op het uitvoeren van stunts. Deze stunts zorgen ervoor dat de eenwieler sneller gaat op race- of circuitbanen (de logica wordt uitgelegd in de handleiding) of dat er punten verdiend worden op stuntbanen. Zelfs de handleiding is ongebruikelijk, door een zeer onserieuze en ironische toon te gebruiken. Een voorbeeld hiervan is de pagina die gewijd is aan de handleiding zelf, waarna het onderwerp vervolgens overgaat naar pizza's, die "ongeveer zo groot zijn als een cd maar twee keer zo veel kosten."
Aangezien eenwielers niet erg geschikt zijn om complexe stunts uit te voeren zijn de stunts redelijk simpel, de meeste stunts bestaan simpelweg uit het draaien om een rotatieas in de 3D-ruimte. Het idee is om deze stunts snel uit te kunnen voeren in kleine ruimten, en ook nog de eenwieler weer op zijn wiel te laten landen om snelheidsverlies te voorkomen. Op banen met scherpe, onberekenbare bochten is dit niet zo simpel als het klinkt.
Het spel bevat negen onderdelen van elk vijf banen (twee race-, twee circuit- en een stuntbaan). Het winnen van de eerste acht onderdelen (Crawler, Shuffler, Walker, Hopper, Jumper, Bounder, Runner en Sprinter) bestaat uit het verslaan van door de computer gespeelde tegenstanders voor de brons-, zilver- en goudrangen. Het laatste onderdeel, Hunter, bevat de "Anti-Uni" als de computer-tegenstander. Het aanraken van de Anti-Uni tijdens dat onderdeel zorgt ervoor dat er allerlei vreemde effecten optreden, zoals het onzichtbaar worden van de baan, het omkeren van de besturing en het niet langer gelijklopen van de achtergrond.
Het is ook mogelijk om met twee spelers in een gedeeld scherm te spelen, alsmede een toernooi met acht spelers die in een-tegen-eenraces tegen elkaar streden.

## Ontvangst
| Beoordeeld door                      | Datum           | Score |
| ------------------------------------ | --------------- | ----- |
| Nintendojo                           | 6 maart 2006    | 90%   |
| Nintendo Land                        | 2003            | 87%   |
| Total! (Duitsland)                   | mei 1995        | 85%   |
| Mega Fun                             | maart 1995      | 81%   |
| GamePro (USA)                        | maart 1995      | 80%   |
| Video Games & Computer Entertainment | maart 1995      | 80%   |
| All Game Guide                       | 1998            | 80%   |
| Entertainment Weekly                 | 27 januari 1995 | 67%   |
| Jeuxvideo.com                        | 17 juni 2011    | 65%   |
| Electronic Gaming Monthly (EGM)      | februari 1995   | 55%   |

## Trivia
- Een van de banen, "Wario Paint", is een verwijzing naar Mario of Wario.
- Als "SEGA" of "SONIC" als naam gekozen wordt, wordt dit niet geaccepteerd en krijg je de melding dat de naam "niet cool genoeg" is.
- Het spel is opgenomen in het boek 1001 Video Games You Must Play Before You Die van Tony Mott.